# Live from Radio City Music Hall
A Live from Radio City Music Hall a Heaven and Hell amerikai heavy metal zenekar dupla albuma. A lemez az együttes 2007. március 30-ai New York-i fellépését tartalmazza a Radio City Music Hall-ból.
A lemez DVD formájában is megjelent, 2007. október 5-én pedig aranylemez lett az Egyesült Államokban.

## Dalok
| 1. | E5150/After All (The Dead)     | Butler, Dio, Iommi       | 8:30  |
| 2. | The Mob Rules                  | Butler, Dio, Iommi       | 4:04  |
| 3. | Children of the Sea            | Butler, Dio, Iommi, Ward | 6:52  |
| 4. | Lady Evil                      | Butler, Dio, Iommi, Ward | 5:20  |
| 5. | I                              | Butler, Dio, Iommi       | 6:27  |
| 6. | The Sign of the Southern Cross | Butler, Dio, Iommi       | 9:06  |
| 7. | Voodoo                         | Butler, Dio, Iommi       | 7:42  |
| 8. | The Devil Cried                | Dio, Iommi               | 11:40 |

| 1. | Computer God                      | Butler, Dio, Iommi       | 6:41  |
| 2. | Falling Off the Edge of the World | Butler, Dio, Iommi       | 5:45  |
| 3. | Shadow of the Wind                | Dio, Iommi               | 6:05  |
| 4. | Die Young                         | Butler, Dio, Iommi, Ward | 7:44  |
| 5. | Heaven and Hell                   | Butler, Dio, Iommi, Ward | 15:15 |
| 6. | Lonely Is the Word                | Butler, Dio, Iommi, Ward | 6:48  |
| 7. | Neon Knights                      | Butler, Dio, Iommi, Ward | 7:58  |

## Kiadások
- 2007. augusztus 24. - Németország, SPV Records
- 2007. augusztus 27. - Európa, SPV Records
- 2007. augusztus 28. - USA, Rhino Records

## Helyezések
| Ország           | Lista         | Helyezés |
| ---------------- | ------------- | -------- |
| Egyesült Államok | Billboard 200 | 99       |
| Norvégia         | VG-lista      | 2        |

## Zenészek
- Ronnie James Dio - ének
- Tony Iommi - gitár
- Geezer Butler - basszusgitár
- Vinny Appice - dobok